# Bennie Cunningham
Bennie Cunningham (Laurens, 23 de dezembro de 1954 - Clemson, 23 de abril de 2018) foi um jogador profissional de futebol americano estadunidense.

## Carreira
Bennie Cunningham foi campeão da temporada de 1979 da National Football League jogando pelo Pittsburgh Steelers.